# Pycnothele labordai
Espèce
Synonymes
- Bayana labordai Pérez-Miles, Costa & Montes de Oca, 2014

Pycnothele labordai est une espèce d'araignées mygalomorphes de la famille des Pycnothelidae.

## Distribution
Cette espèce se rencontre en Uruguay et au Brésil au Rio Grande do Sul,.

## Description
Le mâle holotype mesure 18,70 mm et la femelle paratype 30,5 mm.

## Systématique et taxinomie
Cette espèce a été décrite sous le protonyme Bayana labordai par Pérez-Miles, Costa et Montes de Oca en 2014. Elle est placée dans le genre Pycnothele par Montes de Oca, Indicatti, Opatova, Almeida, Pérez-Miles et Bond en 2022.

## Étymologie
Cette espèce est nommée en l'honneur d'Alvaro Laborda.

## Publication originale
- Pérez-Miles, Costa & Montes de Oca, 2014 : « Bayana labordai, new genus and species of Nemesiidae (Araneae: Mygalomorphae) from Northern Uruguay and Southern Brazil. » Journal of Natural History, vol. 48, p. 1937-1946.